# Anioł Gabriel
Anioł Gabriel (hebr. ‏גַּבְרִיאֵל‎, stgr. Γαβριήλ, arab. ‏جبريل‎ Dżibril, Dżabra’il, aram. ‏ܓܒܪܐܝܠ‎, jego imię oznacza „Bóg jest moją siłą”, „mąż Boży” albo „wojownik Boży”, cs. Архангел Гавриил) – w tradycji chrześcijańskiej, judaistycznej i muzułmańskiej jeden z najwyższych rangą aniołów. Jest aniołem zwiastowania, zmartwychwstania, miłosierdzia, kary, śmierci i objawienia. Obok Michała i Rafała (Rafaela) jest jednym z trzech znanych z imienia aniołów występujących w Starym Testamencie.

## Gabriel wjudaizmie
W Starym Testamencie pojawia się dwa razy: w księdze proroka Daniela Gabriel tłumaczy prorokowi sens wizji o baranie i koźle (Dn 8,13-26) oraz dalej wyjaśnia prorokowi Danielowi przepowiednię Jeremiasza o 70 tygodniach – latach (Dn 9,21-22; Jr 25,11 n).

## Gabriel wchrześcijaństwie

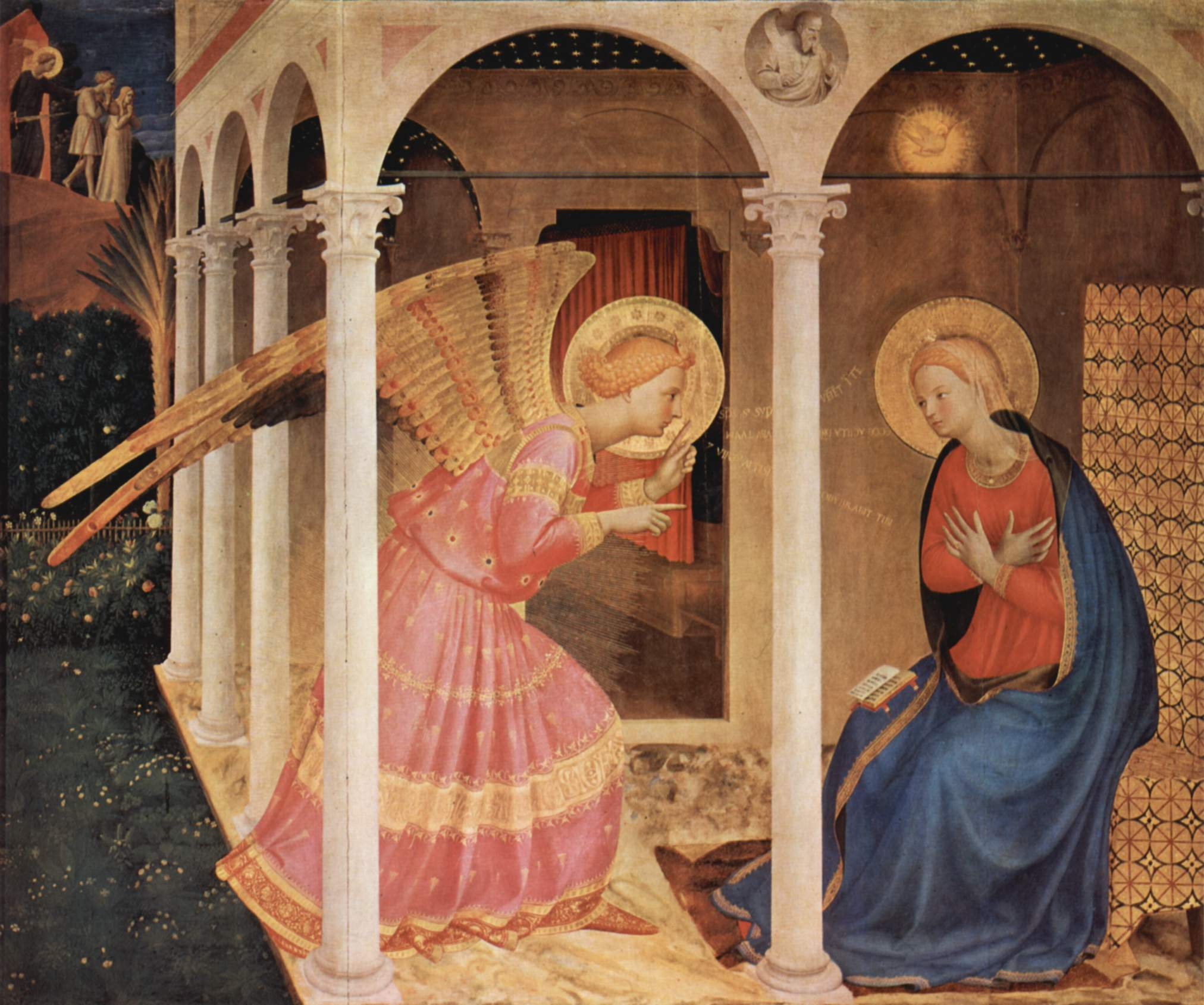
Zwiastowanie, Fra Angelico

W Nowym Testamencie Gabriel pojawia się dwukrotnie w Ewangelii Łukasza: pierwszy raz, gdy zwiastował Zachariaszowi w świątyni żydowskiej narodzenie św. Jana Chrzciciela (Łk 1,19) oraz kiedy Najświętszej Maryi Pannie zwiastował narodzenie Jezusa (Łk 1,26). Na kartach Pisma Świętego ani razu nie występuje jako archanioł Gabriel, lecz jako anioł Gabriel, jednak zgodnie z tradycją chrześcijańską zaliczony został do grona trzech archaniołów o szczególnym znaczeniu.

## Gabriel (Dżibril) wislamie

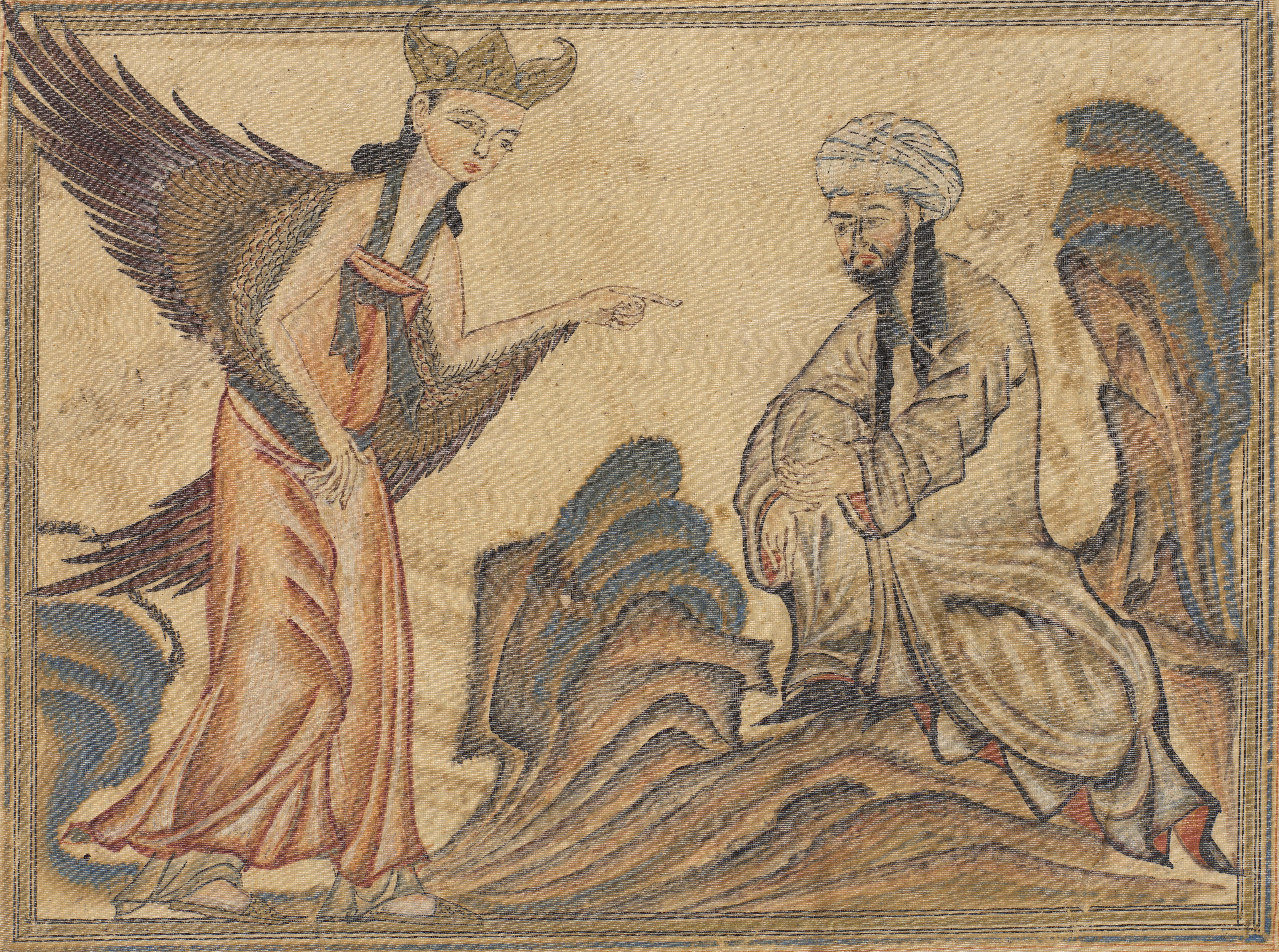
Mahomet pisze Koran pod dyktando Gabriela (Histoire du Monde) de Rashid al-Din, Tabriz, Persja, 1307.

W islamie był on wysłannikiem Boga (Allaha) i przewodnikiem proroka Mahometa podczas Miradżu, miał także podyktować prorokowi Koran. W tradycji muzułmańskiej wyobrażany był jako duch przybierający wygląd człowieka o czterech skrzydłach, na których miał wypisaną Basmalę. Każde z nich składało się ze 100 mniejszych skrzydeł. Gdy Bóg nakazał Dżibrilowi zniszczyć miasta lub niewiernych ludzi, rozpościerał on tylko dwa zielone skrzydła. Postać Dżibrila swoją wielkością wypełniała przestrzeń między wschodem i zachodem. W Koranie nazywany często Czarnym Aniołem.

## Patron

Święty Gabriel w herbie gminy Gać koło Przeworska

Archanioł Gabriel w katolicyzmie jest patronem filatelistów, pracowników łączności, pocztowców, dyplomatów, teledetekcji, radia i telewizji. Został również wybrany na patrona Centralnego Biura Antykorupcyjnego, a jego podobiznę umieszczono na sztandarze tej formacji.

## Dzień obchodów
Kościół rzymskokatolicki wspomina Gabriela wraz z archaniołami Michałem i Rafałem 29 września, nadając temu dniowi rangę święta.
Kościoły starokatolickie, mariawickie i tradycjonaliści katoliccy obchodzą wspomnienie św. Gabriela Archanioła 24 marca.
Kościół prawosławny wspomina archanioła trzykrotnie:
- 26 marca/8 kwietnia[a], tj. 8 kwietnia według kalendarza gregoriańskiego (Sobór archanioła Gabriela),
- 13/26 lipca (Sobór archanioła Gabriela),
- 8/21 listopada (Sobór arch. Michała i wszystkich św. mocy niebios).